# Paolo Gentiloni
Paolo Gentiloni Silveri (* 22. listopadu 1954 Řím) je italský sociálnědemokratický politik. V letech 2016–2018 vedl jako premiér Itálie koaliční vládu Demokratické strany, Lidové alternativy a Centristů pro Evropu. V období 2006–2008 působil ve funkci ministra spojů v Prodiho vládě a mezi roky 2014–2016 ministra zahraničních věcí v kabinetu Mattea Renziho. V letech 2019–2024 byl evropským komisařem pro hospodářství v první komisi von der Leyenové.

## Život
Pochází ze starého šlechtického rodu. Po absolvování politologie na římské Univerzitě La Sapienza pracoval jako novinář.
Po rezignaci premiéra Mattea Renziho v prosinci roku 2016 ho italský prezident Sergio Mattarella pověřil sestavením přechodné vlády.